# Dwight (The Walking Dead)
Dwight es un personaje de ficción en la serie de cómics The Walking Dead y en la serie de televisión del mismo nombre, donde es interpretado por Austin Amelio.
En la serie de cómics, Dwight ocupa el segundo lugar al mando de un grupo de sobrevivientes liderados por Negan llamados "Los Salvadores", que extorsionan e intimidan a las comunidades cercanas por sus suministros a cambio de protección contra los zombis, pero Dwight desprecia a Negan por retener a su esposa Sherry sobre él y se convierte en un aliado de Rick Grimes como agente doble contra Negan. Después de la derrota de Negan, Dwight se convierte en el nuevo líder de los Salvadores y los incorpora al acuerdo de rutas comerciales entre las otras comunidades.
En la serie de televisión, Dwight, Sherry y su hermana, Tina, huyen de los salvadores, hartos del reinado de terror de Nega y es entonces cuando se encuentran con Daryl Dixon, quien los ayuda a escapar, pero después, Dwight traiciona a Daryl, robando su ballesta y su motocicleta,desde entonces, se ha formado una violenta rivalidad hostil entre Dwight y Daryl; sin embargo, Dwight harto de Negan, decide trabajar con Rick como agente doble contra los salvadores y, después de la guerra es exiliado por Daryl Dixon, hasta conocer su paradero en la quinta temporada de Fear the Walking Dead.

## Historia
Antes del brote, Dwight sirvió en el ejército y estaba casado con Sherry y posiblemente era un cazador debido a su precisión con la ballesta. Después de que ocurrió el brote, Dwight y Sherry establecieron su residencia en la comunidad del Santuario liderada por Negan, pero Dwight y Sherry lucharon por mantenerse a su debido a las altas expectativas de Negan. Sin embargo, Negan le ofreció a Dwight y Sherry vidas más fáciles si Sherry se convirtiera en una de sus muchas esposas; ella aceptó a regañadientes, aunque esto significaría que a Dwight nunca se le permitiría hablar con ella de nuevo. Una noche violaron su acuerdo y Negan hizo que a Dwight le quemaran la cara con un hierro como castigo y desde ese momento Dwight fingió odiar a Sherry y fingia servir a Negan cuando realmente lo empezó a despreciar, llamándola abiertamente perra, para hacerle creer que la odiaba, aunque él se arrepintió de haberlo hecho. Finalmente, Dwight se unió al ejército de "exterminadores de zombis" de Negan que ofrecía protección a las comunidades cercanas de la colonia Hilltop y El Reíno a cambio de la mitad de sus suministros semanales, amenazándolos con violencia si no cumplían y Dwight sirvió como la mano derecha de Negan.

### La llegada de Los Salvadores
Después de que Rick Grimes mata a varios salvadores, negándose a participar en su acuerdo, Negan envía a Dwight para dar ejemplo de aquellos que lo rechazan. Después de encontrar la casa de Rick en la zona segura de Alexandria, Dwight inicia una emboscada cobrando la primera víctima del grupo de Rick (Abraham Ford) pero fallo contra ellos y este resultó herido. En represalia, Negan mismo persigue a Rick mientras viaja a Hilltop y envía a Dwight y otros 50 salvadores a atacar Alexandria, pero Andrea, Rick y el resto de la comunidad logran abatir a varios de ellos y obligaron al resto a retirarse, pero Dwight es capturado y retenido en el búnker subterráneo. Andrea quiere matar a Dwight por asesinar a Abraham y por intentar matar a Eugene, pero Rick planea aceptar los términos de Negan y libera a Dwight para que no enoje más a Negan de lo que ya lo hizo. Sin embargo, cuando Dwight se va, se revela que Rick le ha encomendado a Jesús que siga a Dwight a su comunidad.
Cuando Dwight camina de regreso a casa, nota movimiento en el puente que está sobre él, pero no ve a Jesús siguiéndolo y se encoge de hombros, pero otro Salvador se cruza en su camino e informa a Dwight que lo han seguido, pero se le informa que John y Tara han capturado a Jesús. A pesar de la resistencia, Tara logra mantenerlo restringido y Dwight exige que lo devuelvan con vida y lo arrojen a su camioneta, pero cuando se acercan al Santuario, Jesús logra escapar sin ser visto. Dwight exige a los otros salvadores que no le digan a Negan y Dwight está presente para que Negan regrese de Alexandría, para sorpresa de Negan, ya que creía que lo habían matado en Alexandría y expresa su decepción por no haber muerto, para la ira de Dwight.
Cuando Carl Grimes los ataca después de haber subido furtivamente a bordo del camión, Dwight golpea brutalmente al niño con ira hasta que Negan lo detiene, habiendo apreciado a Carl antes y luego Dwight es testigo de cómo Negan le plancha la cara a Mark por haberse acostado con Amber, que ahora está casada. A Negan y le mira con simpatía. Cuando Amber intenta acercarse a Mark, Dwight la detiene y Sherry la reconforta, pero mientras trata de hablar con Dwight, él la llama perra y le dice que se calle, pero cuando Sherry se aleja, Dwight, desconsolado, aparece envuelto en rabia. Dwight luego es testigo del torneo de ping-pong de Negan y luego arrastra deliberadamente a Sherry para tener relaciones sexuales frente a Dwight. Finalmente, teniendo suficientes acercamientos con Dwight, Ezekiel líder del Reino, le ofrece su ayuda contra Negan y Ezekiel se contacta con Rick y Jesús para reunirse con ellos, pero Rick inmediatamente desconfía de él por matar a Abraham, pero Dwight se sorprende al ver a Rick aparecer. en absoluto, ya que asumió que había sido víctima de la intimidación de Negan. Rick no cree que Dwight sea un desertor y trata de convencer a Ezekiel de que Dwight es un espía que está tratando de descubrir su plan para rebelarse contra Negan, pero Dwight informa a Rick sobre Sherry y que Negan la habría matado si no hubiera matado Abraham, pero Rick finalmente golpea a Dwight en la cara. Después de que Ezekiel lo detiene, Dwight explica que Sherry eligió convertirse en la esposa de Negan para hacerles la vida más fácil y no se dieron cuenta de cuánto se necesitaban hasta entonces y la única vez que fueron atrapados juntos fue cuando Negan quemó su cara. Dwight admite que cometió actos terribles para Negan que no puede compensar por cobardía, pero insiste en que puede ayudar a los líderes a poner fin al reinado de terror de Negan y les ofrece todo lo que sabe sobre Negan, incluso si Rick no confía en él, le pide que lo haga, este confía en que su información de ver a Negan muerto.

### Guerra contra Negan
Después de que las milicias de las comunidades lideradas por Rick, Maggie y Ezequiel atacan el Santuario, Negan le ordena a Dwight que realice un contraataque y acepta, pero deliberadamente vacila en darle a Rick más tiempo, según lo planeado, a matar a suficientes Salvador y atraer a cualquier zombi cercano. Aunque el plan tiene éxito, Holly es capturada por Negan, quien él cree que es la novia de Rick, sin saber que realmente necesita a Andrea, pero ella le recuerda que estaba con Abraham y mira a Dwight con desdén. Dwight más tarde ayuda a Negan y algunos otros salvadores a eliminar a los zombis que intentan ingresar al Santuario y luego, a regañadientes, participa en el contraataque de Negan en Alexandría. Primero usan una Holly zombificada como un caballo de Troya que mata a Denise Cloyd y luego comienzan a lanzar granadas a la zona segura, pero ordena que los salvadores que se dispersen, ya que serán objetivos más fáciles. Después de que Jesús logra lanzar una de las granadas, Dwight le dice a un grupo de salvadores que sostengan las granadas por más tiempo para que no puedan ser lanzadas hacia atrás, pero cuando comienzan a entrar en pánico, Dwight se cansa y dispara a todos.
Jesús ve esto y aún sospecha de Dwight, pero nuevamente insiste en que está de su lado. Dwight está más tarde presente con Negan y Carson después de que Eugene es capturado y exige que Eugene comience a construir balas para ellos en lugar de Rick, pero él se niega. Después de que Negan y Carson dejan a Dwight, se escabullen de nuevo en la celda de Eugene e intentan convencerlo de su acuerdo con Rick para que Eugene no ceda ante las demandas de Negan, pero Eugene no lo cree y lo acusa de jugar en ambos lados y de que si hubiera desertado. habría puesto un cuchillo en la cabeza de Negan mientras dormía, pero Dwight insiste en que matará a Negan cuando sea el momento adecuado y no cuando haya demasiada gente que lo mate por su traición. Antes de que pueda continuar, ambos hombres notan que Carson los mira, pero muestra apoyo por las acciones de Dwight, ya que desea volver a Hilltop para estar con su hermano Harlan Carson, y que otros también están en contra de Negan. Más tarde, Negan ordena a todos sus hombres que remojen sus armas blancas y sus cabezas de flecha en los cadáveres de zombis para que cualquiera apuñalado, sin importar si sobreviven, serán muertos por la infección.
Después de obligar a los residentes de Alexandria y El Reino a regresar a Hilltop Negan lanza un ataque a la colonia donde Dwight también participa, pero después de acechar a Rick, Negan le ordena a Dwight que mate a Rick. Aunque vacila, Dwight le dispara a Rick en su espalda baja, pero Dwight cambia secretamente una de sus puntas de flecha revestidas de sangre zombi por una normal para que Rick no se infecte. Después de caer, los soldados de Negan, cerca de Hilltop y Dwight, se unen a él junto a una chimenea donde Negan está feliz de emoción, creyendo que Dwight le disparó a Rick con una flecha infectada y cree que Rick morirá pronto y la milicia quedará paralizada. Al día siguiente, los salvadores se alinean frente a las puertas de Hilltop, donde Rick solo aparece para hablar con Negan, enfurecido porque Dwight no lo mató y logra engañar a Negan con conversaciones de consentir el acuerdo antes de cortarle la garganta. Mientras Rick y Negan pelean, Dwight ordena a los salvadores que se queden atrás permitiendo que los otros miembros de la comunidad abran fuego contra ellos y Dwight deja caer su cobertura y comienza a disparar a otros salvadores, incluso salvando a Ezekiel de uno. Después de que Negan se desmaya por la pérdida de sangre y Rick por el agotamiento, Dwight revela su alianza con Rick a los miembros de la comunidad, se declara a sí mismo como el nuevo líder de los salvadores y les ordena que se retiren. Aunque el resistente Dwight insiste en que ya no tienen que temer a Negan y pueden vivir en paz con las otras comunidades y consienten en su liderazgo.

### Un nuevo enemigo: Los Susurradores
Dwight aparece asustando a Rick, Heath, Aaron y el recién llegado Magna con su flecha de ballesta antes de salir cuando Rick sabía que era él. Mientras los otros se fueron para darles su parte a los Salvadores, Rick y Dwight tienen una charla tranquila sobre sus vidas, cómo Sherry encontró a alguien mejor que este último. También le pide a Rick que se siente incapaz de seguir siendo líder y quiere que encuentre uno nuevo. Pero Rick le dice que tenga una elección.
Después de que 12 miembros de las 4 comunidades fueron asesinados por Susurradores, los Salvadores regresaron al Santuario, pero Laura sugiere que Dwight se quede atrás y ayude a Rick, pero él revela que ya no quiere ser líder, pero Laura insiste en que su gente lo necesita ahora más que nunca y no puede renunciar.

### Guerra contra Los Susurradores
Dwight se ve patrullando con Laura, Magna y Heath. De repente, ven a Negan acercándose, una bolsa colgada sobre su hombro, con un poco de líquido que gotea de ella. Dwight quiere que Magna le dispare de inmediato, pero ella se niega. Cuando queda claro que está desarmado y no es hostil, aceptan llevarlo de vuelta con Rick. Negan intenta agarrar a Lucille de la espalda de Dwight, pero Dwight no lo deja, y Negan se burla de él y le dice: "Vas a dármela a mí". Más tarde, se ve a Dwight hablando con Rick, quien comenta que la Guerra de los Susurradores será diferente y que tendrán la ventaja, también comenta que no confía en Negan, y le pide a Dwight que lo vigile. Más tarde, se ve a Dwight ideando un plan con la Milicia, discutiendo cuál sería el mejor lugar para instalarse. Cuando Laura le pregunta por qué Negan está de pie en la parte posterior de la sala, Dwight dice que no está perdiendo a Negan de su vista.
Dwight y la Milicia se ven más tarde en una torre de agua. Dwight le pregunta a Laura cuánto tiempo cree que le tomará a Gabriel subir a la torre de agua, a lo que ella responde "Otros treinta minutos". Cuando Gabriel llega a la cima, espía a un gran grupo de Susurradores que se acercan. Mientras tanto, Dwight está patrullando con Negan, quien le pide a Dwight un arma. Dwight se niega, por lo que Negan procede a burlarse de Dwight por Sherry. Dwight le grita que se calle, justo cuando Laura corre hacia ellos, diciéndoles que tienen movimiento. Dwight les grita a todos que se pongan en posición mientras mira a través de sus binoculares, para ver una manada de zombis y Whisperers acercándose. La milicia comienza a disparar, sin embargo, Dwight les ordena que retrocedan cuando la manada se acerca. Después de que Negan recupera un arma de un soldado caído, Dwight dice que no tiene la opción de confiar en Negan, dadas las circunstancias. La lucha continúa, con muchos de los soldados de la Milicia siendo eliminados por los Susurradores. Ante esto, Dwight comienza a entrar en pánico, diciendo "Querido Dios ... ¡Hay tantos de ellos!". Más tarde, Dwight está flanqueado por Beta, que intenta matarlo. Sin embargo, Dwight es salvado por Negan, quien golpea a Beta y promete matarlo. Durante la pelea de Negan con Beta, Dwight le arroja a Lucille. Después de que Negan rompa a Lucille accidentalmente durante su pelea con Beta, Dwight le gritará que lo supere luego matará a un susurrador y usará la piel. Diseñado como susurrador, Dwight y su terreno se meten en una manada y matan a cualquier susurrador que encuentren. Encontraron un susurrador que se dio por vencido, solo para que Dwight lo ejecutara. Después de la lucha, Dwight regresará a Alexandría e informará a Rick sobre lo sucedido. Dejando a Rick preocuparse de que la lucha no haya terminado.
Dwight y Rick encabezan un gran convoy, Dwight y junto con un grupo de jinetes salen con la esperanza de alejar a la manada de Alexandria. Escupiendo en grupos, Dwight, Heath y Laura llevaron a un grupo de caminantes lejos de Alexandria. Mientras Dwight, Heath y Laura se ocupaban de su rebaño, fueron rescatados por Sherry y los Salvadores. Los llevan de vuelta a Alexandría como rehenes, donde exigen no ser parte de las comunidades. Cuando los Salvadores estaban a una distancia de ver a Negan, Dwight ataca a Mark robando su arma, apuntándola a Sherry exigiéndole que se retire. Rick le ordena a Dwight que se retire y va a hablar con Sherry solo. Después de escuchar a Rick pidiendo ayuda, Dwight corre hacia él y encuentra a Sherry muerta. Rick se explica a Dwight, pero él solo mira a Rick con enojo. Dwight más tarde comienza a trabajar en la reparación de Alexandría.
Rick le pedirá a Dwight que vaya al viaje para reunirse con el grupo con el que Eugene está hablando. Dwight se niega, Rick pregunta por qué y se defiende de lo que pasó con Sherry. Dwight le dice a Rick que quiere hacerse cargo. Rick amenaza a Dwight sobre esto, dejándolo solo. Dwight más tarde supervisará a Negan mientras empaca suministros y lo lleva a la puerta. Dwight observa a Rick visitar la tumba de Andrea y Laura se acerca a Dwight para dejarlo.

### El Nuevo Orden Mundíal / Muerte de Dwight
Dwight visita a Laura, se disculpa por su comportamiento y le pregunta si todavía tiene una oportunidad con ella. Más tarde, cuando Pamela Milton llega con el Commonwealth, Dwight prepara la Milicia. Se enfrenta al Gobernador con la Milicia detrás de él, pero Rick le dice que se retire. Cuando viajan a otras comunidades, Dwight y Rick se disculpan entre sí por su comportamiento y ahora están de vuelta en buenos términos. Dwight más tarde se une a Rick cuando viajan al Commonwealth. Durante una reunión secreta entre ellos, Pamela es invitada por Michonne. Desafortunadamente, ella aparece con guardias armados y ordena a sus hombres que arresten a Dwight, lo que le impulsa a apuntarle con un arma. Mientras mantiene a Pamela a punta de pistola, Dwight recibe de repente un disparo en la cabeza por Rick Grimes para evitar que mate a Pamela.

## Adaptación de TV

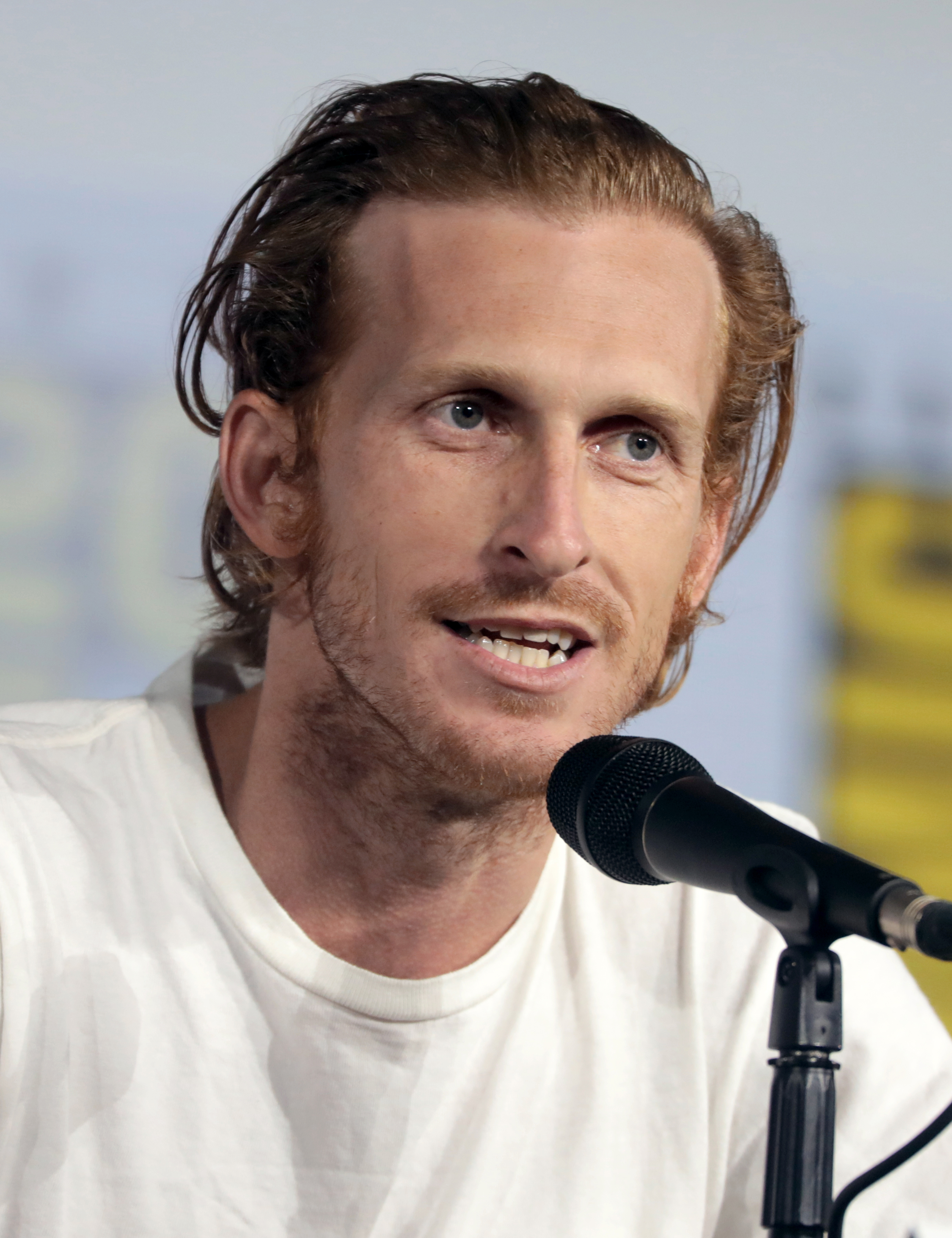
El actor estadounidense Austin Amelio fue elegido para encarnar a Dwight empezando en un papel recurrente, hasta la siguiente temporada quien fue ascendido al reparto co-protagónico.

Después de que ocurrió el brote, Dwight, Sherry y su cuñada Tina y dos adolescentes llamadas Carla y Delly se vieron obligadas a internarse en el bosque para escapar de un gran grupo de caminantes, pero Carla y Delly se separaron de ellas. Sherry prendió fuego al bosque para matar a todos los caminantes que estaban invadiendo el bosque, pero esto resultó indirectamente en la muerte de Carla y Delly. Los tres más tarde entraron en contacto con Los Salvadores, liderado por Negan, un grupo de sobrevivientes que extorsionaban a otras comunidades para que les dieran suministros por la fuerza y se les ofreció protección a cambio de su servicio que aceptaron, pero llegaron a ver que Negan era un tirano. Eventualmente se volvieron resentidos de "arrodillarse" y los tres, junto con un camión lleno de suministros llamado Patty, escaparon de la comunidad. Sin embargo, se envió a los hombres para encontrar a los cuatro y los tendieron una emboscada en un camino a 20 millas de la zona segura de Alexandría y fueron separados de Patty.

### Sexta temporada
Dwight aparece por primera vez en el episodio "Always Accountable", Dwight, Sherry y Tina emboscan a Daryl Dixon, confundiéndolo con una parte del grupo que acaban de abandonar y Dwight amenaza con matarlo si intenta algo. Daryl intenta convencer a Dwight de que no es quien creen que es, pero no le creen. Le dicen a Daryl que no volverán a la comunidad y Daryl es su seguro en caso de que los encuentren mientras buscan a Patty (un camión de combustible). Finalmente, encuentran una fábrica abandonada invadida por caminantes y deducen que se debe haber tomado a Patty. Tina se desmaya y Daryl roba sus suministros y corre, pero después de saber que Tina es diabética, regresa con los suministros. Poco después, un grupo liderado por Dwight le dice a Wade que no regresará, pero Wade exige que él y las chicas devuelvan todo lo que tomaron. Daryl los ayuda a escapar y atrae a otro hombre, Cam, a un caminante atrapado en un árbol que muerde su brazo. Después de que Wade lo amputen, él es suspendido y ellos regresan a su casa y Dwight se da cuenta de que Daryl no está con el grupo. Encuentran un invernadero donde descubren que Delly y Carla fueron asesinadas, pero las dos chicas emergen como caminantes y matan a Tina. Cuando Dwight y Daryl los entierran, Daryl invita a Dwight y Sherry a regresar a Alexandria. En un impulso, sostiene a Daryl a punta de pistola y le pide su ballesta y su motocicleta, que él entrega a regañadientes. Dwight comienza a arrancar la motocicleta y se van.
Dwight regresa en el episodio "Twice as Far", luciendo su la mitad de su cara quemada. Mientras Daryl, Rosita y Denise están en una carrera de suministros, Dwight le dispara a Denise por la parte posterior de la cabeza con la ballesta de Daryl y emerge con un grupo de Salvadores y el Eugene capturado. Dwight luego exige que Daryl y Rosita lo lleven a él ya sus Salvadores a su hogar, pero se niegan. Daryl luego le dice fríamente a Dwight que debería haberlo matado en el bosque quemado. De repente, Eugene muerde los testículos de Dwight y Abraham emerge de los arbustos y mata a muchos de los Salvadores de Dwight, lo que resulta en un tiroteo entre el grupo de Daryl y el grupo de Dwight. Sin embargo, Dwight y los Salvadores logran escapar. En el episodio "East", Daryl abandona Alexandria para vengar la muerte de Denise y matar a Dwight, pero Glenn, Michonne y Rosita lo persiguen para detenerlo. Mientras que Glenn y Michonne están separados de Daryl y Rosita, son emboscados por Dwight y capturados y utilizados como cebo para atraer a Daryl y Rosita. Cuando Daryl se da cuenta del engaño, Dwight aparece y le dispara por la espalda, y le dice "Estarás bien". En el final de la temporada "Last Day on Earth", Dwight lleva a Daryl, Michonne, Glenn y Rosita a la mitad de una ruta entre Alexandria y Hilltop donde Negan tiene a Rick, Carl, Maggie, Abraham, Sasha, Eugene y Aaron. Mientras Negan les reprocha al grupo por los recientes ataques contra su gente, él considera matar a Maggie debido a su mala salud, pero Glenn intenta acusar a Negan y Dwight lo ataca y amenaza con matarlo si lo intenta de nuevo. Dwight entonces observa como Negan mata a un miembro del grupo de Rick.

### Séptima temporada
En el estreno de la temporada, "The Day Will Come When You Won't Be", Dwight es testigo de la muerte de Abraham Ford a manos de Negan, Abraham estaba en la alineación capturada por los Salvadores en el bosque. Debido a que su rival Daryl Dixon intenta intervenir, Dwight lo detiene y le pregunta a Negan: "¿Quieres que lo haga?" y Negan ahorra a Daryl, queriendo convertirlo a su causa, respondiendole que mejor afine bien su puntería con la ballesta. Glenn Rhee también es asesinado por Negan, debido a la revuelta de Daryl. Esto tiene un gran impacto en el estado mental de Daryl, porque se siente responsable de su muerte. Negan le ordena a Dwight que tire a Daryl en una camioneta y Negan y los salvadores se van, pero emiten una advertencia de que aparecerán en la zona segura de Alexandria en una semana para cobrar su tributo. El episodio "The Cell", comienza mostrando a Dwight en un día normal en el Santuario mientras mira televisión, juega ping pong y prepara un sándwich elaborado desde el jardín del Santuario, mostrando su alta posición con los Salvadores. Más tarde se le muestra dándole a Daryl comida desagradable en su celda mientras lo atormenta con música fuerte por la noche para evitar que duerma. Se muestra que Negan está haciendo una tarea a Dwight con romper a Daryl para que pueda convertirse en uno de ellos. Luego le ofrece a Dwight la oportunidad de dormir con Sherry o cualquiera de sus otras esposas, pero Dwight lo rechaza. Poco después, Dwight se ofrece como voluntario para traer de vuelta a un salvador fugitivo llamado Gordon para tratar de impresionar a Negan, pero su motocicleta está dañada después de un encuentro con caminantes cerca de un paso elevado. Una vez que encuentra a Gordon, le dice que siga caminando hacia el Santuario, pero después de que Gordon le ruega continuamente que no lo lleve de vuelta, Dwight le dispara en un acto de misericordia. Negan le revela a Daryl que Dwight, su esposa Sherry y su hermana Tina se escaparon con suministros médicos antes de regresar. Negan iba a matar a Dwight, pero Sherry se ofreció a casarse con él si le perdonaba la vida a Dwight. Mientras a Dwight se le permitió vivir y regresar a los Salvadores, su rostro se quemó con un hierro como castigo, aunque desde entonces se ha convertido en uno de los "mejores hombres" de Negan. Cuando Daryl aún se niega a someterse, Dwight lo devuelve a su celda y le dice que terminará trabajando para Negan o en la valla del caminante. Daryl responde diciéndole a Dwight que entiende por qué se arrodilló mientras pensaba en otra persona y por eso no puede arrodillarse. El episodio termina con Dwight mirando a Gordon reanimado en la valla en una profunda contemplación de sus elecciones de vida. En el episodio "Service", Dwight aparece con los salvadores en la zona segura de Alexandria para recaudar ofrendas. Mientras su gente recogía las ofrendas, Dwight exigió que Rosita le diera la motocicleta de Daryl, aunque más tarde le dice a Daryl que es suya cuando quiera; solo tiene que decir la palabra. Dwight reaparece más tarde en "Sing Me a Song" cuando Carl Grimes llega al Santuario para matar a Negan. Dwight desarma a Carl y lo sostiene a punta de pistola, pero Negan lo reprende por tratar a un huésped de esa manera. Más tarde se le ve mientras Negan está con Sherry y observa con incomodidad visible cuando Negan quema a un salvador llamado Mark que rompió las reglas. Más tarde se le muestra discutiendo con Sherry cómo ella dejó a Mark. Sherry niega que eso haya ocurrido antes de que Dwight le diga lo que sea que la ayude a dormir. Cuando ella le pregunta cómo duerme, él responde que no y en cambio mira televisión hasta la mañana. Cuando ella comenta que su regreso a los Salvadores solo se suponía que los afectaría, Dwight no está de acuerdo y dice que "si todavía estás en este mundo, está en la espalda de otra persona" antes de que se vaya.
En "Hostiles and Calamities", Dwight descubre que Daryl se ha ido y encuentra rápidamente una nota escrita a Daryl. Luego es atacado por varios Salvadores por orden de Negan y se encuentra nuevamente en una celda. Negan más tarde le informa que Sherry se ha ido y le pregunta si es leal. Cuando Dwight profesa su inocencia, Negan le permite perseguir a Sherry. Luego va a una casa en la que prometieron reunirse si se separaban y encuentra una nota que le pide disculpas por todo lo que ha sucedido y se despide. Él está angustiado por su ausencia, pero se aferra a su anillo y deja un mensaje para ella allí. Regresa al Santuario y coloca la nota en la oficina del Dr. Emmett Carson. Esto hace que Negan mate a Carson, creyendo que dejó ir a Daryl, antes de disculparse con Dwight por dudar de él. El episodio termina con Dwight conversando con Eugene mientras los dos reconocen que aún son ellos mismos, no Negan. Cerca del final del episodio "The Other Side", se revela que la sombra oscura es Dwight,quien se ve fuera del Santuario con la ballesta de Daryl, observando a Rosita desde lejos. Al final del episodio "Something They Need", Dwight se lleva a Rosita fuera del Santuario y la lleva de vuelta a Alexandria, se coloca en una celda hasta que Rick llega. Daryl intenta atacarlo, pero Rosita dice que quiere ayudar, algo que le confirma a Rick. En el episodio final de temporada "The First Day of the Rest of Your Life" se abre con Rick sosteniendo a Dwight a punta de pistola; Tara aboga por matarlo como jueza por su asesinato de Denise. Dwight afirma que no tenía la intención de matarla que quería matarlo a él, antes de ser atrapado contra una pared por Daryl, quien sostiene un cuchillo en su ojo. Dwight declara que se arrepiente de lo que pasó, pero puede ayudarlos a vencer a Negan. Después de que Daryl lo libere, Dwight revela que Negan vendrá a Alexandría al día siguiente con un convoy de salvadores. Afirma que puede frenarlos para que puedan prepararse; Una vez que matan a Negan y los que están con ellos, Dwight puede llevarlos de regreso al Santuario y pueden hacerse cargo, poniendo fin a la amenaza. Sale de Alexandría y corta varios árboles para bloquear el camino entre Alexandría y el Santuario. Al día siguiente, Dwight se ve obligado a ver cómo las cosas se transforman en una batalla total entre los aliados de Rick y los salvadores al descubrir que Sasha murió. Después de la retirada de los salvadores, Daryl encuentra un mensaje de Dwight, diciendo que no sabía que eso sucedería.

### Octava temporada
Dwight aparece en el estreno de la temporada "Mercy", cuando Daryl agarra un mensaje de este, informándole del próximo ataque e información de los puestos de avanzada de Los Salvadores. Dwight responde con la información de Daryl que pasa, revelando la ubicación de los compuestos y patrullas de los salvadores, así como el número de salvadores estacionados en ellos. Esta información resulta crítica para el plan de Rick de tomar el control de todos los puestos de avanzada de los salvadores. En el episodio "The Big Scary U", Dwight aparece en un flashback, con Simon, Gregory,  Negan y sus tenientes salvadores, llegando a un acuerdo para detener a Rick y a sus aliados., la reunión se divide por el comienzo de El ataque de la milicia de Rick en el Santuario. Cuando Gavin plantea la posibilidad de que el ataque de la milicia haya tenido éxito debido a la información interna de uno de ellos. Dwight, que le había proporcionado a Rick esa información, desvía la discusión a los problemas con los trabajadores ansiosos en el piso de abajo, sabiendo que si no afirman una forma de autoridad, podrían rebelarse. Dejando las cosas por el momento, regresan a sus aposentos. Eugene viene a la habitación de Dwight para darle un regalo de agradecimiento y nota un juego de ajedrez recién pintado en su habitación, los salvadores descubren bolsas de armas dejadas por la milicia y evidencia de que fueron robadas y usadas por medio de un Salvador infiltrado a los aliados de Rick. Eugene descubre una mancha de pintura en una bolsa, del mismo color que el juego de ajedrez de Dwight. En el episodio "Time for After", Dwight se enfrenta a Eugene en su habitación y hace saber que está consciente de su participación en el plan de Rick.  Dwight sostiene a Eugene a punta de pistola en el techo, recordándole que Negan buscará a Rick y sus amigos si continúa con esto. Eugene decide lanzar de todos modos, pero Dwight dispara al dron antes de que pueda atraer a los caminantes. En ese momento, Daryl conduce el camión hacia las paredes del Santuario, permitiendo que los caminantes inunden los pisos inferiores del Santuario. Muchos de los trabajadores son asesinados, pero los tenientes de Negan lideran un asalto para mantener a raya a los caminantes. Eugene, enfurecido por los acontecimientos, le dice a Gabriel que hará lo que lo mantiene vivo y que permanecerá leal a Negan. Luego va a ver a Negan, preparándose para informarle que Dwight es el doble agente de Rick, pero Dwight y Regina llegan de repente, lo que hace que Eugene no llegue a revelar la traición de Dwight. En el final de mitad de temporada "How It's Gotta Be", Dwight asiste directamente a la milicia contra los salvadores ayudando a los residentes de Alexandría a escapar mientras su ciudad es destruida. Dwight luego lleva a algunos de los salvadores a una emboscada en la que es herido en el brazo por una salvadora llamada Laura que se da cuenta de la traición de Dwight. Laura se escapa para advertir a los salvadores de la traición de Dwight. Después de la emboscada, Dwight convence a Daryl, Rosita y Tara de que quiere que Negan muera y aún puede ser útil, prometiendo que pueden resolver sus diferencias más adelante. Dwight se une a los sobrevivientes de Alexandría en las alcantarillas y expresa su pesar por la destrucción de la ciudad.
En el estreno de mitad de temporada "Honor" mientras continúa el bombardeo de Alexandría por parte de los salvadores, Michonne, desesperada, exige que Dwight llame a los salvadores, pero no puede. Mientras todos discuten sobre qué hacer, Dwight les dice que permanezcan ocultos en las alcantarillas hasta que termine el ataque. Dwight explica que los salvadores carecen de municiones para destruir completamente la ciudad y tendrán que detenerse pronto, momento en el que pueden dirigirse a la colonia Hilltop. Después de que termina el ataque, Dwight se va a la colonia Hilltop con los alexandrinos. En el episodio "Dead or Alive Or", cuando el grupo esta de camino a Hilltop, Dwight es aceptado por el grupo, a regañadientes por parte de Daryl, Dwight sugiere ir a través de un pantano que sabe que los salvadores no se acercarán. El plan de Dwight es aceptado con renuencia, Dwight reconoce que sabe que la milicia lo matará después de la guerra, que solo quiere ayudarles a derrotar a Negan primero y posiblemente a encontrar a Sherry, Dwight es consciente lo poco probable que Tara lo perdone, Dwight se disculpa por matar a Denise, lo que lleva a Tara desea vengarse a intentar asesinar a Dwight, el enfrentamiento se difunde cuando los dos detectan a un grupo de salvadores que buscan en el área, con los salvadores acercándose demasiado a su escondite, Dwight emerge y miente sobre cómo sobrevivió, para sorpresa y alivio de Dwight, Laura no ha sido vista por los salvadores desde la emboscada del bloqueo y se desconoce si está viva o muerta y de esta manera Dwight desvia a los salvadores y regresa al santuario sin problemas. Más tarde, Dwight está entre los salvadores en el Santuario escuchando el nuevo plan de Negan. Dwight está visiblemente preocupado por los miembros de la milicia mientras observa la manifestación de Negan. En el episodio "The Key" Dwight, aparece con su anillo y un cigarrillo sacando de su paquete antes de ser visitado por Negan. Dwight miente sobre cómo sobrevivió, Negan accede a su historia. Negan le deja claro a Dwight que tiene la intención de contar con él como uno de sus mejores tenientes y soldados, lo que Dwight promete, mientras los salvadores se preparan para salir a Hilltop, Dwight intenta irse solo en su motocicleta, supuestamente para advertir a la milicia que los salvadores están bajo la apariencia de seguir explorando. Sin embargo, Simon detiene a Dwight e insiste en que Dwight viaje con él. Mientras conducen a Hilltop, Simon expresa descontento con el liderazgo de Negan y pide la opinión de Dwight sobre el asunto. Tras el ataque de Rick a Negan, Dwight se une a Simon en la búsqueda de Negan, encontrando solo el auto derrocar a Negan. En medio de los eventos, Simon ordena a los otros salvadores que rodeen el área mientras él y Dwight van a buscar a Negan. Mientras mira, Simon habla con Dwight, sugiriendo que consideran que Negan puede estar muerto para poder tomar el control de los salvadores y fortalecer al grupo, encuentran el coche volcado de Negan, pero en lugar de buscar a Negan, Dwight le prende fuego y regresan al resto de sus hombres. En el episodio "Do Not Send Us Astray", cuando Simon dirige un convoy de salvadores, Dwight está incluido en ellos atacando a la milicia con armas contaminadas con sangre caminante, cuando Simon ordena a Dwight atacar a Tara, Dwight y Simon se acercan sigilosamente y Dwight le dispara a Tara en el brazo con una flecha no contaminada, mientras tanto Hilltop se queda en silencio y oscuro. Dwight, Simon y los salvadores se preparan para entrar en la Casa Barrington. Cuando están listos para atacar, una fila de faros se encienden y ciegan a los salvadores cuando las ventanas de la casa se iluminan con disparos dirigidos a los Salvadores. Mientras tanto, el grupo de Rick carga desde afuera. Encerrados, son superados en número, Dwight, Simon y los salvadores se retiran a sus vehículos y escapan. En el episodio "Worth" Dwight, aún ocultando su apoyo al grupo de Rick, se sorprende al ver a Negan, quien había regresado silenciosamente la noche anterior. Dwight intenta explicar lo que sucedió, pero Negan no está preocupado y solo le recuerda su lealtad a los salvadores, Simon coordina con Dwight para organizar un plan para derrocar a Negan y verse en los exteriores del Santuario, cuando se encuentra con Simon en los exteriores del Santuario, Simon sugiere que Dwight debería tener la primera oportunidad de matar a Negan. Justo en ese momento, Negan se revela a sí mismo, habiendo sido informado por Dwight y todos los demás hombres que vinieron aa ayudar a la causa de Simon fueron asesinados, Negan al ver que Simon desea el liderazgo lo reta a un duelo a puño limpio, mientras ellos peleaban, Dwight usa la distracción para agarrar a Gregory y pasarle las notas sobre el nuevo plan de Negan para dárselo a Rick y lo dirige a un vehículo que previamente preparó para un escape rápido, Después, Negan promueve a Dwight para que sea su mano derecha. Sin embargo, dentro de la habitación de Dwight, Negan revela a quién encontró en su camino de regreso al Santuario: Laura, una salvadora que presenció la traición de Dwight durante el ataque a Alexandria. Negan deja en claro que sabía que Dwight le haría saber a Rick el plan, que fue creado a propósito para llevar a Rick y sus aliados a una trampa, mantiene a Dwight vivo, sabiendo que podría ser útil en el futuro. En el episodio final de temporada "Wrath", Dwight, ahora un prisionero, está presente en la emboscada planeada encabezada por Negan, a la vista de la emboscada, Negan presume a Rick y a la Milicia de que Dwight tendrá que vivir con el hecho de ver a Rick siendo asesinado. Sin embargo, gracias a Eugene haciendo balas defectuosas para los salvadores, todas sus armas explotan. Dwight, a pesar de estar atado, ataca a Negan, antes de que Negan huya y Negan logra ser derrotado por Rick. Después de la guerra, Daryl lleva a Dwight al bosque, creyendo que Daryl está a punto de matarlo, llora y se disculpa por el asesinato de Denise, así como por todo lo que le hizo a Daryl, pero está contento de haber visto a Negan derrotado primero. Daryl en cambio exilia a Dwight y le entrega las llaves del vehículo para encontrar a Sherry, pero amenaza con matarlo si alguna vez regresa, al regresar a su lugar de reunión, Dwight encuentra una nota de Sherry, que lo hace sonreír con una esperanza de que ambos se vuelvan a encontrar.

## Fear the Walking Dead
En enero de 2019, se anunció que Amelio volverá a interpretar su papel de Dwight en la quinta temporada de  Fear the Walking Dead  que saldrá al aire en el verano de 2019. Dwight será el segundo personaje cruzado de la escisión; el primero es Morgan Jones.

### Quinta temporada
En "Humbug's Gulch", Dwight ataca a John Dorie y June, persiguiéndolos hasta un pueblo fantasma. Se revela que Dwight ha estado buscando a Sherry durante alrededor de un año desde que dejó Virginia, siguiendo las notas de Sherry, que parece estar huyendo de alguien. Después de que la situación se apaga, Dwight, John y June trabajan juntos para escapar de una manada, pero Dwight regresa para revisar su auto donde espera encontrar la última nota de Sherry. Después de que resulta ser un callejón sin salida, Dwight, arrepentido por sus acciones, contempla el suicidio mientras está rodeado por una manada. June habla con Dwight y los tres trabajan juntos para eliminar a los caminantes. Esa noche, mientras Dwight escribe un mensaje de que todavía está mirando en la pared, John se acerca a él y le revela que ha descubierto que Dwight estaba revisando el auto equivocado. Como resultado, Sherry todavía puede estar ahí afuera y le dejó a Dwight una nota en el auto correcto con John asegurándole a Dwight que sabe de lo que está hablando debido a su pasado como oficial de policía. Poco después, Dwight se reencuentra con Morgan Jones y los dos hombres intercambian bromas fáciles, Morgan deja atrás su pasado. Dwight lleva al grupo al bloqueo de caminantes más grande hasta el momento, pero su plan para eliminarlo se ve frustrado por un mensaje de Max, que los lleva a encontrar a Dylan cubierto de sangre en una camioneta rodeada de tripas de caminante. Más tarde, Dwight continúa su búsqueda con John, quien encuentra un mensaje de Sherry que le dice a Dwight que deje de buscarla porque no quiere que se lastime. John finalmente le dice a Dwight la verdad y él se niega a perder la esperanza, pero decide unirse al grupo de Morgan y volver a dedicarse a ayudar a otros que lo necesitan para compensar su pasado.
En la segunda mitad de la temporada, Dwight es miembro del convoy de Morgan. Participa en el documental del grupo y le cuenta a la gente sobre la búsqueda de su esposa. Mientras se encuentra en una misión para responder a un llamado de ayuda, Morgan, Grace y Dwight descubren un centro comercial. El interior del centro comercial parece verse igual que antes de la época de los caminantes, incluida la comida y una enfermería. Con la esperanza de convertirlo en un nuevo hogar y conseguir al resto del grupo, Dwight acepta distraer al grupo de Logan del lugar. Dice en un canal abierto la dirección en la que viaja. Dwight es tomado como rehén por un miembro del grupo de Logan que estaba escuchando en ese canal. Cuando el grupo se encuentra con Virginia y su grupo más grande, Virginia se ofrece a usar su gran red para averiguar sobre Sherry para Dwight como incentivo para que se una a ella, pero él se niega. Virginia luego le revela a Dwight que se veía como prometió y encontró a un ingeniero que afirmó haber partido el pan con Sherry solo unos meses antes. Según el ingeniero, Sherry está extremadamente preocupada por Dwight. Cuando Dwight expresa incredulidad ante las afirmaciones de Virginia, Virginia señala que conoce el nombre de Sherry como prueba, ya que Dwight nunca había llamado a Sherry por su nombre durante el documental. Dwight continúa negándose a unirse a Virginia y luego se marcha cuando Morgan siente que no tienen más remedio que llamar a Virginia para pedir ayuda.

## Desarrollo y recepción
Dwight es interpretado por Austin Amelio en la serie de televisión The Walking Dead.